# Gia Derza
Gia Derza (Mayfield, 15 dicembre 1998) è un'attrice pornografica statunitense.

## Biografia
Gia Derza è nata il 15 dicembre 1998 a Mayfield, una cittadina della Contea di Cuyahoga, nel nord dell'Ohio.
Prima di iniziare a lavorare nel settore del cinema per adulti, ha frequentato un semestre di studi universitari in Sociologia e Criminologia alla Kent State University. Durante questo periodo, ha anche svolto il lavoro di cameriera in una delle caffetterie nel campus dell'Università. Dopo aver abbandonato il college, è entrata nel 2018 a 20 anni nell'industria pornografica, girando la sua prima scena con Abella Danger che insieme a Skin Diamond è una dei suoi miti.
Nel 2019 ha vinto il premio come migliore nuova attrice agli XRCO Award, ricevendo la nomination per la stessa categoria agli AVN Awards ed agli XBIZ Awards. Nel 2022 ha ottenuto il suo primo AVN, nella categoria solo ragazze.
Dopo una pausa di due anni per via di una relazione, nel 2024 è rientrata nell'industria pornografica.

## Riconoscimenti
- AVN Awards
  - 2022 – Best Lesbian Group Sex Scene per We Live Together Season 1 Scene 4 con Gina Valentina, Emily Willis e Autumn Falls[8]
  - 2023 - Best Double-Penetration Sex Scene per Gia Scene 1: Double Penetration! con Mick Blue e John Strong[9]

- XRCO Awards
  - 2019 – Best New Starlet[10]
  - 2021 – Superslut[11]
  - 2022 – Superslut[12]